# Verbandsgemeinde Landstuhl (1971–2019)
Die Verbandsgemeinde Landstuhl war eine Gebietskörperschaft im Landkreis Kaiserslautern in Rheinland-Pfalz. Der Verbandsgemeinde gehörten die Stadt Landstuhl sowie fünf weitere Ortsgemeinden an, der Verwaltungssitz war in der namensgebenden Stadt Landstuhl. Zum 1. Juli 2019 erfolgte die Fusion mit der Verbandsgemeinde Kaiserslautern-Süd zur neuen Verbandsgemeinde Landstuhl.

## Verbandsangehörige Gemeinden
| Ortsgemeinde, Stadt        | Fläche (km²) | Einwohner |
| -------------------------- | ------------ | --------- |
| Bann                       | 12,94        | 2.294     |
| Hauptstuhl                 | 5,00         | 1.214     |
| Kindsbach                  | 8,80         | 2.492     |
| Landstuhl, Stadt           | 15,34        | 8.870     |
| Mittelbrunn                | 8,97         | 744       |
| Oberarnbach                | 5,08         | 434       |
| Verbandsgemeinde Landstuhl | 56,14        | 16.048    |

(Einwohner am 30. Mai 2018)

## Bevölkerungsentwicklung
Die Entwicklung der Einwohnerzahl bezogen auf das Gebiet der Verbandsgemeinde Landstuhl zum Zeitpunkt ihrer Auflösung; die Werte von 1871 bis 1987 beruhen auf Volkszählungen:
| Jahr | Einwohner |
| ---- | --------- |
| 1815 | 2.075     |
| 1835 | 3.985     |
| 1871 | 5.298     |
| 1905 | 7.481     |
| 1939 | 12.611    |
| 1950 | 12.358    |
| 1961 | 15.847    |

| Jahr | Einwohner |
| ---- | --------- |
| 1970 | 16.150    |
| 1987 | 14.849    |
| 1997 | 16.456    |
| 2005 | 16.255    |
| 2016 | 16.003    |
| 2017 | 15.994    |
| 2018 | 16.048    |

## Politik

### Verbandsgemeinderat
Der letzte Verbandsgemeinderat Landstuhl bestand aus 32 ehrenamtlichen Ratsmitgliedern, die bei der Kommunalwahl am 25. Mai 2014 in einer personalisierten Verhältniswahl gewählt wurden, und dem hauptamtlichen Bürgermeister als Vorsitzendem. Deren Wahl- bzw. Amtszeit endete per Landesgesetz am 30. Juni 2019.
Die Sitzverteilung im früheren Verbandsgemeinderat:
| Wahl | SPD | CDU | FDP | FWG | Gesamt   |
| ---- | --- | --- | --- | --- | -------- |
| 2014 | 11  | 15  | –   | 6   | 32 Sitze |
| 2009 | 9   | 16  | 3   | 4   | 32 Sitze |
| 2004 | 8   | 19  | 1   | 4   | 32 Sitze |

- FWG = Freie Wählergruppe Verbandsgemeinde Landstuhl e.V.

### Wappen
| Wappen von Verbandsgemeinde Landstuhl | Blasonierung: „In von Silber und Schwarz geteiltem Schildbord, von Schwarz und Silber wellenförmig geteilt, oben fünf silberne Bollen 2:1:2, unten eine schwarze Toranlage mit zwei Zinnentürmen und einem geschlossenen roten Fallgitter.“ |
| Wappen von Verbandsgemeinde Landstuhl | Wappenbegründung: Die Bollen erinnern an die Herren von Sickingen, zu deren Herrschaftsbereich früher alle Gemeinden gehörten. Das Wappen wurde 1979 von der Bezirksregierung Neustadt genehmigt.                                           |